# Polímero conductor

La melanina, un polímero conductor.

Los polímeros conductores, también llamados metales sintéticos, fueron descubiertos a principios de la década de los 60, aunque sólo han despertado gran interés desde la década de los 70, con un rápido crecimiento en la electrónica de termoplásticos.
La mayoría de polímeros orgánicos producidos son excelentes aisladores eléctricos. Los polímeros conductores, casi todos orgánicos, presentan enlaces deslocalizados (con frecuencia en un grupo aromático) que forman una estructura similar a la del silicio. Cuando se aplica una tensión entre las dos bandas, aumenta la conductividad eléctrica: son, pues, transistores. Casi todos los polímeros conductores son conocidos semiconductores gracias a su estructura en bandas, aunque algunos se comportan como metales conductores. La principal diferencia entre los polímeros conductores y semiconductores inorgánicos es la movilidad de los electrones, hasta hace poco, mucho menor en los polímeros conductores - un vacío que la ciencia sigue reduciendo. Además de su interés fundamental en la química, esta investigación ha dado lugar a muchas aplicaciones recientes, como los diodos emisores de luz, numerosas pantallas de vídeo, las nuevas marcaciones de los productos en los supermercados, el procesamiento de las películas fotográficas, etc.

## Descubrimiento
En los años 60, McNeill y D. E. Weiss estudiaron la formación de diferentes polímeros que tuvieran potencial como conductores eléctricos. Entre los materiales estudiados se encuentran el polibenceno y la poliquinolftaleína, ambos descubiertos a principios de dicha década, bajo la hipótesis propuesta desde los años 50 de que la coplanaridad entre anillos aromáticos en un polímero podría propiciar la conducción eléctrica. Para 1963 continuaron sus investigaciones obteniendo el polipirrol, conocido desde 1911 como "carbón de pirrol". Sin embargo fue hasta los trabajos de McNeill y D. E. Weiss que se distinguió su capacidad para conducir electricidad.
En los años 70, el científico estadounidense Hegger, el neozelandés McMardid y el japonés Shirakawa, demostraron que dopando una película de poliacetileno (en este caso, oxidándola con vapor de yodo), su conductividad eléctrica aumentaba un millar de veces, comparable a la de los metales como el cobre y la plata. Las propiedades ópticas de los materiales también eran modificadas, ya que emitían luz.
Por el descubrimiento y desarrollo de los polímeros conductores, particularmente del poliacetileno dopado con yodo, fue otorgado el Premio Nobel de química en el año 2000 a: 
- Alan J. Heeger. EE. UU., Universidad de California, Santa Bárbara.
- Alan G. MacDiarmid. EE. UU. y Nueva Zelanda, Universidad de Pennsilvania.
- Hideki Shirakawa. Japón, Universidad de Tsukuba, Tokio.

## Generalidades

### Química
Los principales tipos de polímeros conductores orgánicos son los poliacetilenos, los polipirroles, los politiofenos, las polianilinas y el policloruro de paracresol fenileno (PVPP).

### Dopaje
En los semiconductores a base de silicio, algunos átomos de silicio se sustituyen por iones en exceso (por ejemplo de fósforo) o en su defecto (de boro), lo que se llama el tipo N o P. 
Los polímeros pueden ser dopados mediante la adición de un reactivo químico que óxida (o reduce) el sistema, lo que hace tránsitar los electrones de la banda de valencia a la banda de conducción, haciendo que el sistema sea más conductor.
Existen dos principales métodos de dopaje de los polímeros conductores, ambos basados en una oxidación-reducción.

#### Dopaje químico
El primer método, llamado dopaje químico, presenta el polímero, por ejemplo una película de melanina, a un oxidante (de yodo o bromo) o un reductor (menos frecuente, implica el uso de metales alcalinos ).

#### Dopaje electroquímico
El segundo método, llamado dopaje electroquímico, utiliza un electrodo recubierto con un polímero y bañados en una solución electrolítica en la cual el polímero es insoluble. La aplicación de un voltaje entre los electrodos provoca un movimiento de la solución de iones y electrones que se fijan entonces sobre el polímero tratado, o escapan. Esto le da un exceso (el dopaje N) o defecto (dopaje P) a los electrones en la banda de conducción de polímero.
Este método es uno de los más eficaces, y el que más se investiga: el dopaje N, que no puede ocurrir en presencia de oxígeno, es más fácil de hacer: puede hacerse un vacío en los contenedores con los medios adecuados.

#### Debilidad del dopaje N
El dopaje N, que consiste en obtener un exceso de electrones es mucho menos común que el dopaje P, porque la atmósfera de la Tierra es rica en oxígeno, y por tanto se presenta como un medio ambiente oxidante. Un polímero dopado N reacciona entonces con el oxígeno del aire y pierde el exceso de electrones, volviéndose neutro. Por lo tanto, el dopaje N implica que el polímero se debe mantener en un gas inerte (generalmente el argón).
Es por ello que en estos momentos no hay polímero conductor de tipo N en el comercio, la duración es demasiado corta para cualquier uso.

### Combinación
La combinación (o hibridación) de un polímero conductor favorece la fluorescencia, lo que permite el desarrollo de los transmisores de luz (o LED DELs, OLEDs) y sistemas fotovoltaicos orgánicos.
Han nacido así pantallas y sensores extremadamente finos (menos de un centímetro) y muy flexibles.

### Propiedades
La principal ventaja de los polímeros es su facilidad de producción. Los polímeros conductores están hechos de sencillos plásticos y, por tanto, combinan la flexibilidad, la resistencia, elasticidad de los elastómeros con la conductividad de un metal o de un polímero híbrido dopado.

## Física
Este aumento de la conductividad es característica de un sistema transistor, y puede ser simulado por un transistor de efecto de campo (FET). Estos polímeros son pues FET orgánicos u OFET.

### Aplicaciones
- Capas para circuitos electromagnéticos
- Películas antiestáticas
- Aparatos de identificación de radiofrecuencias

### Problemas
- Baja solubilidad
- Baja rapidez de respuesta

### Ventajas
- Procesamiento rápido y muy barato
- Fácil y barata impresión
- No se necesita la instalación de un cuarto limpio
- Flexibilidad y elasticidad
- Posibilidad de hacer películas o cables.
- Baja densidad

## Tipos de conducción
Los polímeros conductores pueden ser:
- Compuestos de polímero y un relleno conductor: El polímero no es conductor por sí mismo, sino que el relleno le proporciona esta propiedad
- Polímeros de conducción intrínseca: El polímero es conductor por sí mismo.
- Polielectrolitos: El polímero en una solución es capaz de separarse en dos partes y conducir electricidad, tal como el NaCl en agua.
- Semiconductores.

## Aplicaciones
En algunos casos, pueden emitir luz mediante la aplicación de un tensión en una fina capa de un polímero conductor. Este descubrimiento permitió el desarrollo de pantallas ultra planas, tales como pantallas que utilizan OLEDs, energía solar o amplificadores ópticos.
Sorprendentemente, hay algunos polímeros conductores en el cuerpo de algunos mamíferos, lo que permitirá la transducción de la luz o el sonido en una señal eléctrica, por ejemplo, en la piel, en los ojos, el oído o el cerebro. Su conductividad parece permitir la absorción de la luz por la piel. La melanina, que pertenece a los poliacetilenos, tiene estas propiedades y sigue siendo una de las moléculas más prometedoras en este ámbito.
La flexibilidad, resistencia, elasticidad y la facilidad de producción de polímeros conductores, la han convertido en un área de investigación de la nanotecnología. Al igual que los procesadores actuales, se espera utilizar estos polímeros para crear circuitos a nivel molecular.